# ناحیه ابلانگ، شهرستان کرافورد، ایلینوی
ناحیه ابلانگ (به انگلیسی: Oblong Township) یک منطقهٔ مسکونی در ایالات متحده آمریکا است که در شهرستان کروفورد، ایلینوی واقع شده‌است. ناحیه ابلانگ ۱۴۸ متر بالاتر از سطح دریا واقع شده‌است.